# 16258 Willhayes
A 16258 Willhayes (ideiglenes jelöléssel 2000 JP13) a Naprendszer kisbolygóövében található aszteroida. A LINEAR projekt keretében fedezték fel 2000. május 6-án.